# St. Martin (Harsdorf)

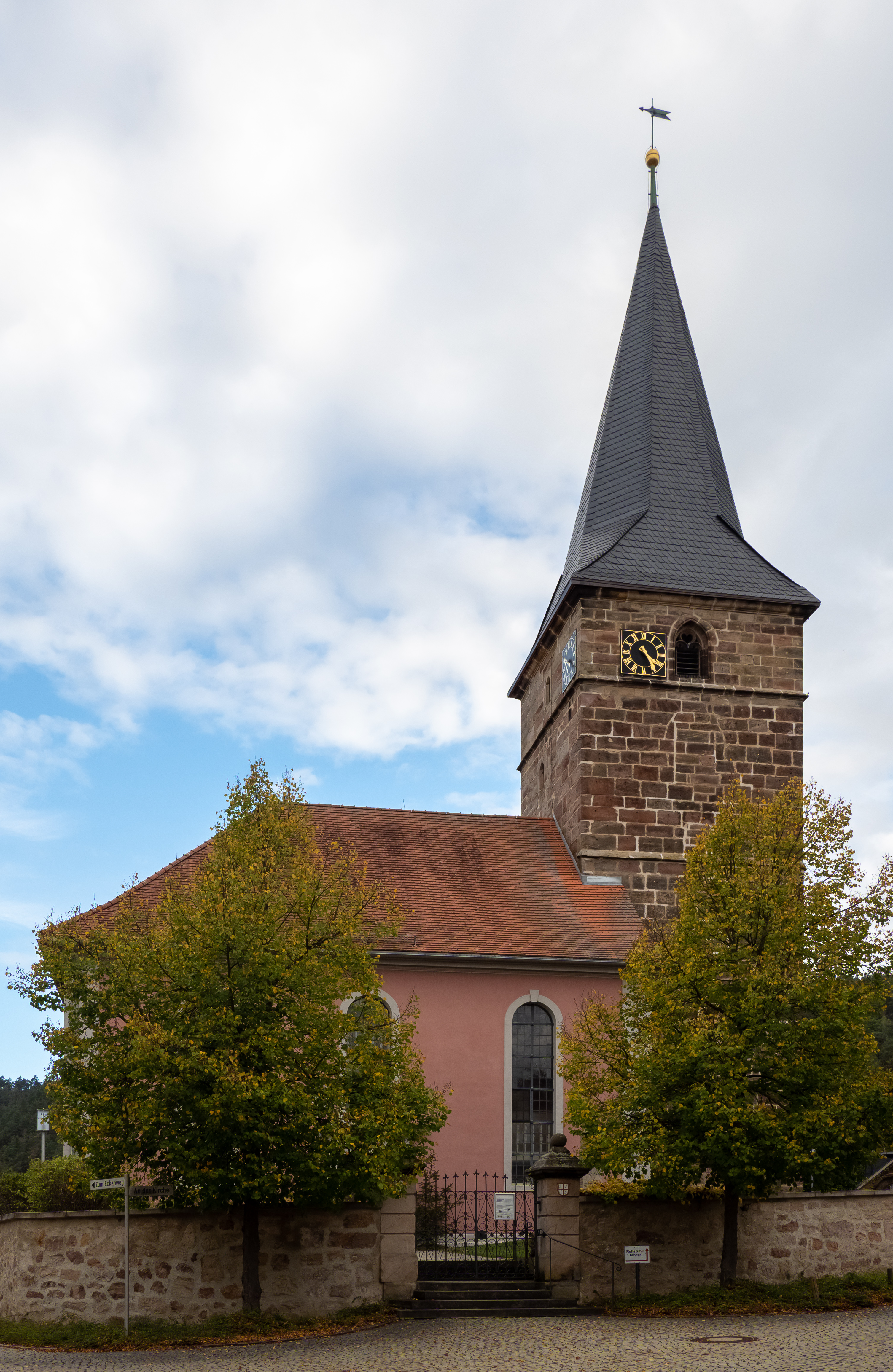
St. Martin (Harsdorf)

Die evangelische Pfarrkirche St. Martin steht in Harsdorf, einer Gemeinde im oberfränkischen Landkreis Kulmbach in Bayern. Das Langhaus des denkmalgeschützten Bauwerks entstand neu im 18. Jahrhundert im Markgrafenstil. Die Kirchengemeinde gehört zum Evangelisch-Lutherischen Dekanat Kulmbach im Kirchenkreis Bayreuth der Evangelisch-Lutherischen Kirche in Bayern.

## Beschreibung
Der Chorturm aus Quadermauerwerk der Saalkirche stammt im Kern vom Anfang des 14. Jahrhunderts. Er wurde 1629 aufgestockt, um die Turmuhr und den Glockenstuhl mit einer Kirchenglocke von 1424 unterzubringen, und mit einem achtseitigen, schiefergedeckten Knickhelm bedeckt. Die Sakristei im Norden des Chorturms, die im Innenraum mit einem Kreuzgewölbe überspannt ist, hat Fresken aus der Zeit um 1470. Das heutige Langhaus im Westen wurde 1765 im Markgrafenstil erbaut. Zur Kirchenausstattung gehören ein 1701 von Elias Räntz gebauter Kanzelaltar und ein Taufbecken von 1681.